# AN/APG-77

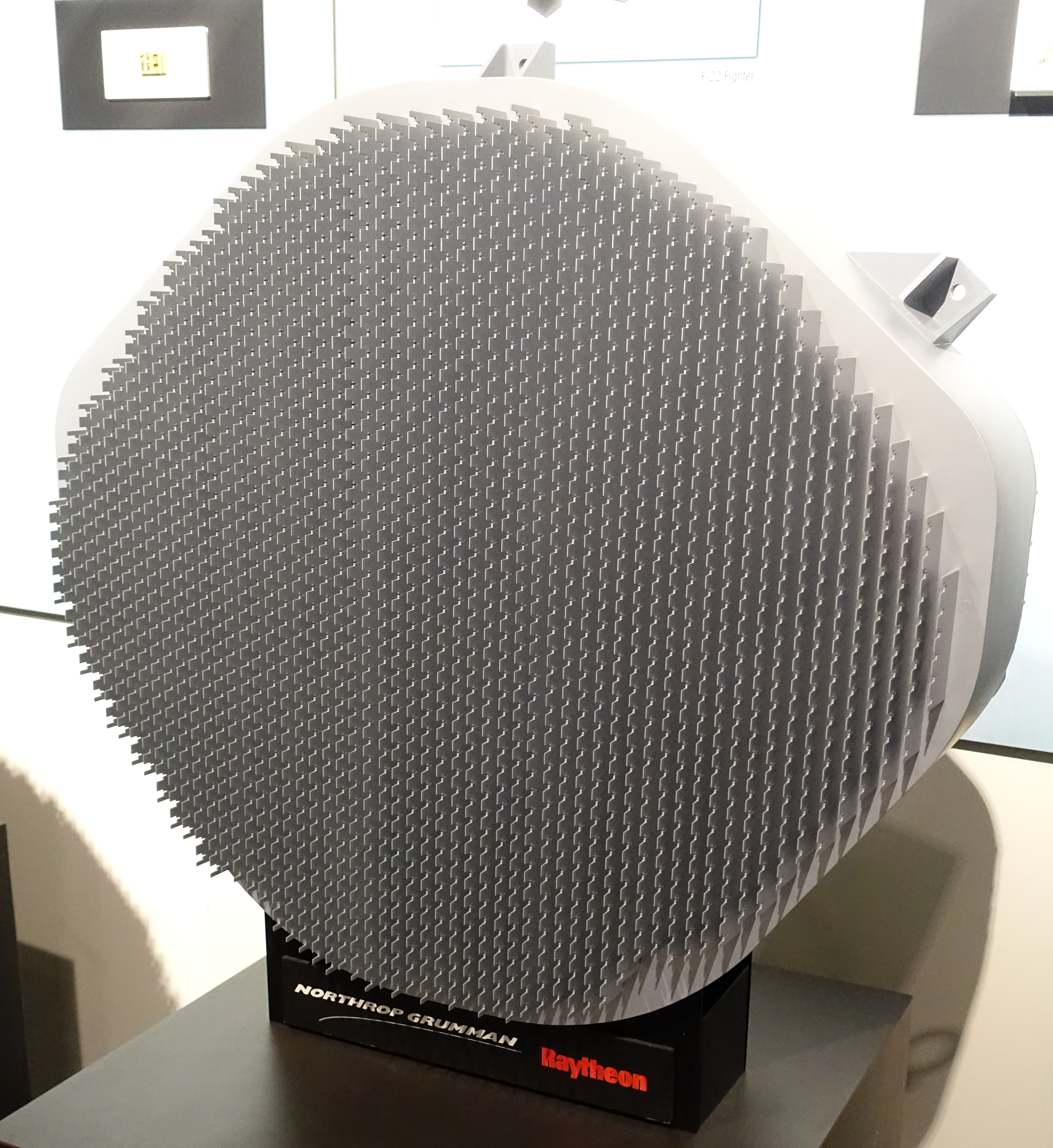
AN/APG-77 in the National Electronics Museum.

AN/APG-77 este un radar multifuncțional instalat pe avionul de vânătoare is F-22 Raptor. Radarul este construit de către Northrop Grumman și Raytheon.
Este un radar cu baleiaj electronic activ, (AESA). Antena este compusă din 1500 module transmițător\receptor active și poate direcționa simultan unde multiple în mod aproape instantaneu (în câteva zeci de nanosecunde).